# Арановский, Соломон Моисеевич
Соломо́н Моисе́евич Арано́вский (18 ноября 1885, Кременчуг, Полтавская губерния — 1956) ― русский и советский врач-гигиенист, доктор медицинских наук (1939), профессор (1940).

## Биография
Родился в семье мещан 18 ноября 1885 года в городе Кременчуг, Полтавская губерния, Российская империя.
В возрасте 15 лет пошёл работать наборщиком в типографию. В 1906 году начал работать учителем. В 1914 году поступил на медицинский факультет Юрьевского университета, в 1918 году перевёлся в Екатеринославский университет.
В 1921 году окончил университет, после получения диплома врача оставлен ординатором при кафедре госпитальной хирургии Екатеринославского
университета. В 1923 году работал в больнице бывшего Трубного завода (ныне завод имени Ленина в Днепре). В этом же году был избран школьным санитарным врачом. Затем был принят на работу санитарным инспектором труда в Екатеринославский губернский отдел труда.
С 1920 года проводил научно-исследовательские работы в Днепропетровском и Харьковском институтах охраны труда Всесоюзного центрального совета профессиональных союзов.
20 ноября 1928 года был избран доцентом кафедры гигиены труда в Институте инженеров транспорта, 29 ноября 1929 года ― доцентом кафедры гигиены труда в Горном институте имени Артёма.
В 1930 году организовал Днепропетровский институт труда и был назначен его директором. В 1932 году по объявленному конкурсу избран профессором и стал первым заведующим созданной им кафедры гигиены труда Днепропетровского государственного медицинского института.
23 апреля 1936 года утверждён директором и Всесоюзного Института организации и охраны труда ВЦСПС в Харькове и пробыл в этой должности до декабря 1937 года.
В 1939 году переехал в Казань, где был назначен заведующим кафедрой гигиены труда Казанского государственного медицинского института, декан санитарно-гигиенического факультета. Работал здесь до 1952 года. В 1952 году переехал в город Пермь.
Написал научные работы по вопросам гигиены и охраны труда в металлургической и текстильной промышленности, на железнодорожном транспорте.
Награждён Почётной грамотой Президиума Верховного Совета Татарской АССР (1945) и медалью «За доблестный труд в Великой Отечественной войне 1941—1945 гг.».
Умер в 1956 году.

## Семья
Сын — Виктор Залманович (Соломонович) Арановский (1911—1968), заведующий кафедрой гидравлики и теплотехники аэрокосмического факультета Пермского политехнического института.

## Известные адреса
- Казань, улица Карла Маркса, 59 (1-й дом специалистов[тат.])[3].